# منطقه داشینگ
منطقه داشینگ (به چینی: 大兴区، به پین‌یین: Dàxīng Qū) یک منطقهٔ شهرداری تابع شهر پکن، پایتخت  جمهوری خلق چین است.

## خصوصیات
منطقه داشینگ ۱٬۰۱۲ کیلومترمربع مساحت و ۶۷۱٬۴۴۴ نفر جمعیت دارد.